# Limnocharitaceae
Limnocharitaceae je bývalá čeleď jednoděložných rostlin z řádu žabníkotvaré (Alismatales). V novějších aktualizacích systému APG (APG III, APG IV) není čeleď uznávána a je včleněna do čeledi žabníkovité (Alismataceae). V některých starších taxonomických systémech byla řazena do řádu Hydrocharitales.

## Popis
Jedná se o vodní byliny s mléčnicemi. Jsou volně plovoucí nebo koření ve dně. Listy jsou střídavé, listy plovoucí na hladině jsou řapíkaté, ponořené někdy nikoliv (u některých druhů je heterofylie-listy nad hladinou vypadají jinak než ponořené). Listové pochvy mají volné okraje. Čepele jsou celokrajné, čárkovité, kopinaté podlouhlé nebo obvejčité, žilnatina je souběžná nebo zpeřená. Jsou to rostliny jednodomé s oboupohlavnými květy. Květy jsou jednotlivé nebo uspořádané do nepravých okolíků. Okvětí je rozlišeno na kalich a korunu, kališní lístky jsou 3, zelené a vytrvávající, korunní lístky jsou také 3, jsou opadavé, často bílé nebo žluté barvy. Tyčinky jsou 3, 6, někdy mnoho (7-100), někdy srostlé do svazků. Gyneceum se skládá ze 3-20 plodolistů v 1 přeslenu, apokarpní nebo na bázi trochu srostlé. Plodem jsou měchýřky uspořádané do souplodí.

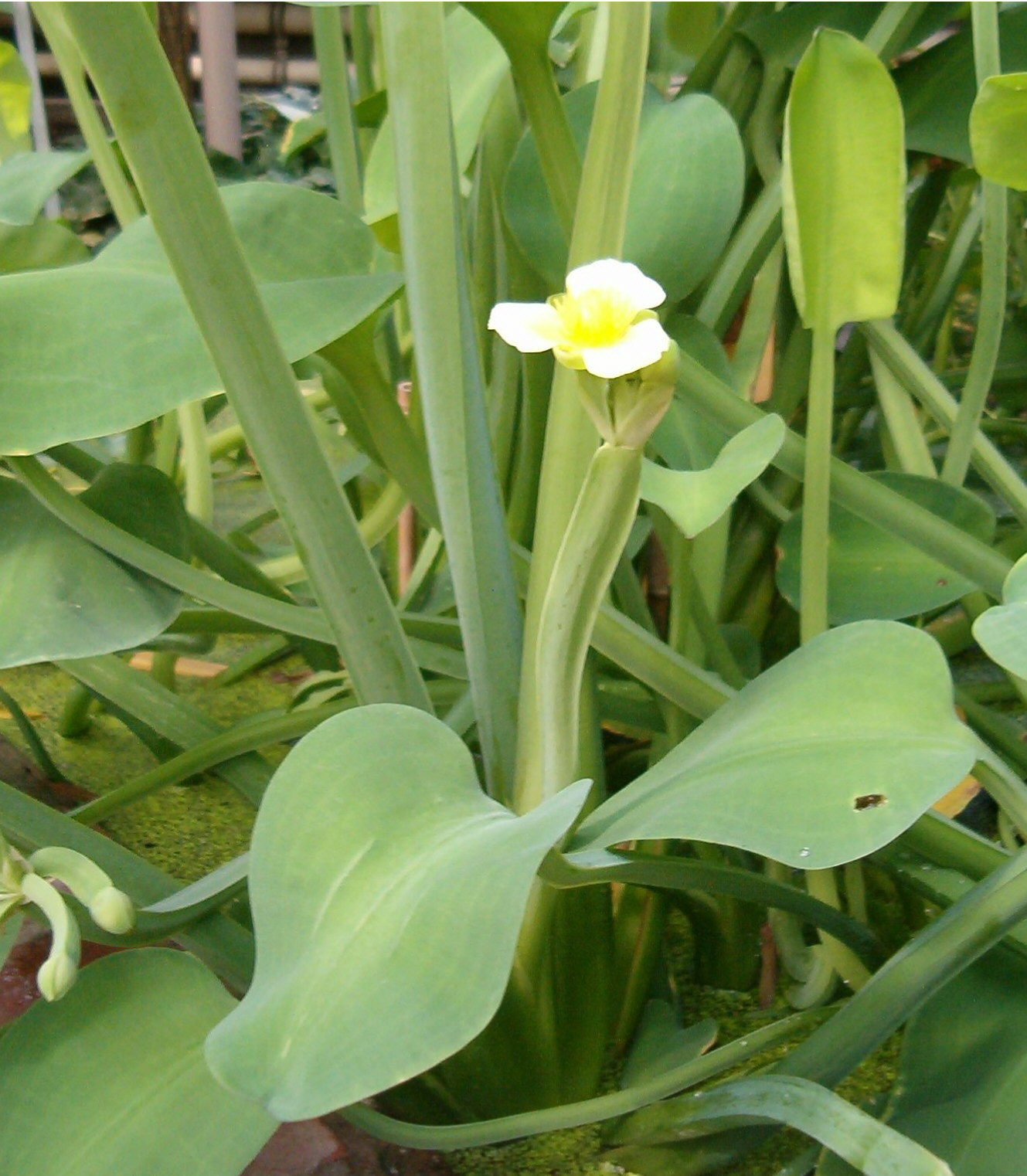
Žabníkovka žlutá (Limnocharis flava)

## Rozšíření ve světě
Jsou to tropické (méně až subtropické) vodní rostliny, čeleď je rozšířena ve Střední a Jižní Americe, Africe, Asii a Austrálii. Jsou známy 3 rody a 7-12 druhů.

## Seznam rodů
Butomopsis, Hydrocleys, Limnocharis